# NGC 5456
NGC 5456 est une galaxie lenticulaire située dans la constellation du Bouvier. Sa vitesse par rapport au fond diffus cosmologique est de 7 379 ± 18 km/s, ce qui correspond à une distance de Hubble de 108,8 ± 7,6 Mpc (∼355 millions d'al). NGC 5456 a été découverte par l'astronome prussien Heinrich Louis d'Arrest en 1862.
Selon la base de données Simbad, NGC 5456 est une galaxie de Seyfert de type 2.
À ce jour, une mesure non basée sur le décalage vers le rouge (redshift) donne une distance d'environ 66,400 Mpc (∼217 millions d'al). Cette valeur est loin à l'extérieur des valeurs de la distance de Hubble. Notons cependant que c'est avec la valeur moyenne des mesures indépendantes, lorsqu'elles existent, que la base de données NASA/IPAC calcule le diamètre d'une galaxie.